# معركة سانت فاغنز
معركة سانت فاغنز، معركة مرتبة ضمن الحرب الأهلية الإنجليزية الثانية في العام 1648. إذ هزمت كتيبةٌ تابعة للجيش النموذجي الجديد جيشاَ تابعاً للجنود الموالين للبرلمان سابقاً، والذين تمرّدوا عليه وراحوا يحاربونه بعد ذلك.

## الخلفية التاريخية
في أبريل من العام 1648، تمرّدت جنود القوات الموالية للبرلمان في مقاطعة ويلز بسبب عدم دفع مستحقاتهم لوقت طويل، والذين خشَوا مِن حلّ وحداتهم دون الحصول على مستحقاتهم؛ فتمردوا لصالح الموالين للملكيّة تحت إمرة الكولونيل جون بوير، حاكم قلعة بيمبروك. انضم إلى التمرد اللواء رولاند لارن، قائد المنطقة، والكولونيل رايس باول.
أرسل السير توماس فيرفاكس الكولونيل توماس هورتون على رأس كتيبة يبلغ عدد جنودها أقل من 3000 جندي مدرّبين تدريباً جيداً لتأمين جنوب ويلز لصالح البرلمان، وللقضاء على التمرد. تألفت الكتيبة من فصيلة ونصف للفرسان، وغالبية فصيلة الكولونيل جون أوكي المشاة المحمولة على الخيل، وغالبية فصيلة المشاة. في البداية سار هورتون غرباً عبر ويلز باتجاه كارمارتين، ولكنه اضطر للإسراع إلى ريكون لمنع حصول تمرد فيها. انطلاقاً من بريكون، اتجه هورتون جنوباً إلى كارديف، واحتل المدينة قبل أن يستولي عليها الموالون للملكيّة. تحصنت قواته في سانت فاغنز وعززت دفاعاتها حولها، غرب مدينة كارديف.
تقدّم جيش آخر بقيادة أوليفر كرومويل شخصياً نحو ويلز. أراد لارن هزيمة هورتون سريعاً قبل أن يتمكن كرومويل من إمداد كتيبة هورتون. بعد مناوشة قصيرة في 4 مايو، شنّ لارن الهجوم في 8 مايو. تألف جيش لارن مما يقارب 7.500 جندي مشاة، و500 فارس.

## المعركة
تموضع الجيشان مقابل بعضهما بعضاَ يفصل بينهما مجرىً مائيّ. في الصباح الباكر، أرسل لارن 500 جندي مشاة عبر النهر لمهاجمة قلب جيش هورتون، أملاً في مباغتة الجيش البرلمانيّ داخل القرية. أوقف هجوم خيّالة جيش هورتون القوّة المتقدّمة واضطرّوها للانسحاب، واستطاع جنود الجيش البرلماني الانتشار في الهواء الطلق.
عند هذه النقطة، دارت وقائع المعركة في المنطقة الخلاء شمال غرب القرية. في منطقة القلب، أعاق السياج العالي تقدّم خيّالة جيش هورتون، ولكن أجبر جنود مشاة أوكي ميمنة وميسرة جيش الملكيين على التراجع. في نهاية المطاف، تمكن فرسان الجيش البرلماني بإمرة الرائد بيثل من الهجوم على ميسرة ومؤخرة الجيش الموالي للملكيّة. أصيب الجنود الموالون للملكية بالذعر وتخلوا عن مواقعهم. قُتل أكثر من 200 جندي تابعين لجيش لارن وأُسر 3000 آخرون.
يجدر بالذكر أن الأسطورة التي تقول إن مياه نهر إيلي اصطبغت باللون الأحمر إنما هي مبالغة لِهَول عدد الضحايا، ولكن الغَلَبة التي حظي بها الجيش البرلماني المحنّك جاءت من كثرة عدد الفرسان فيه والتي كانت تعني سهولة صدّهم للقوات الملكيّة المهاجمة مهما بلغ عددها.

## آثار المعركة
انسحب لارن بما تبقى من جيشه لينضم إلى الكولونيل بوير في بيمبروك في نفس الوقت الذي سار فيه الكولونيل هورتون بجيشه لمحاصرة قلعة تينبي التي تحصّن فيها 500 جنديّ موالٍ للملكيّة تحت إمرة الكولونيل رايس باول.
في نفس يوم المعركة كان كرومويل قد وصل إلى غلوستر بكتيبة تتألف من ثلاث فصائل مشاة وفصيلتيّ خيّالة للجيش النموذجي الجديد، وتابع مسيره باتجاه جنوب ويلز بعد ذلك بفترة وجيزة. ترك كرومويل قوة صغيرة تحت قيادة الكولونيل آيزاك يووار لحصار حامية قلعة تشيبستو التي كانت تحت إمرة السير نيكولاس كيميز، وتابع كرومويل مسيره ليلاقي هورتون في تينبي التي وصلها في 15 مايو. خلّف كرومويل عدداً كافياً من الجنود لدى هورتون لقتال باول، وتابع مسيره بباقي الجيش ليضرب حصاراً على بيمبروك.
عندما سقطت جميع هذه القلاع، تمكّن كرومويل من المسير عائداً إلى إنجلترا ليهزم الجيش الإسكوتلندي الغازي في معركة بريستون الحاسمة. اضطرّ كرومويل للتأخّر كثيراً بالعودة إلى إنجلترا بسبب قتاله لارن، وكان من الممكن أن يتأخر أكثر من ذلك لو لم يتمّ القضاء بصورة فعليّة على جيش لارن الميداني في موقعة سانت فاغانز.